# Jean-Pierre Batut

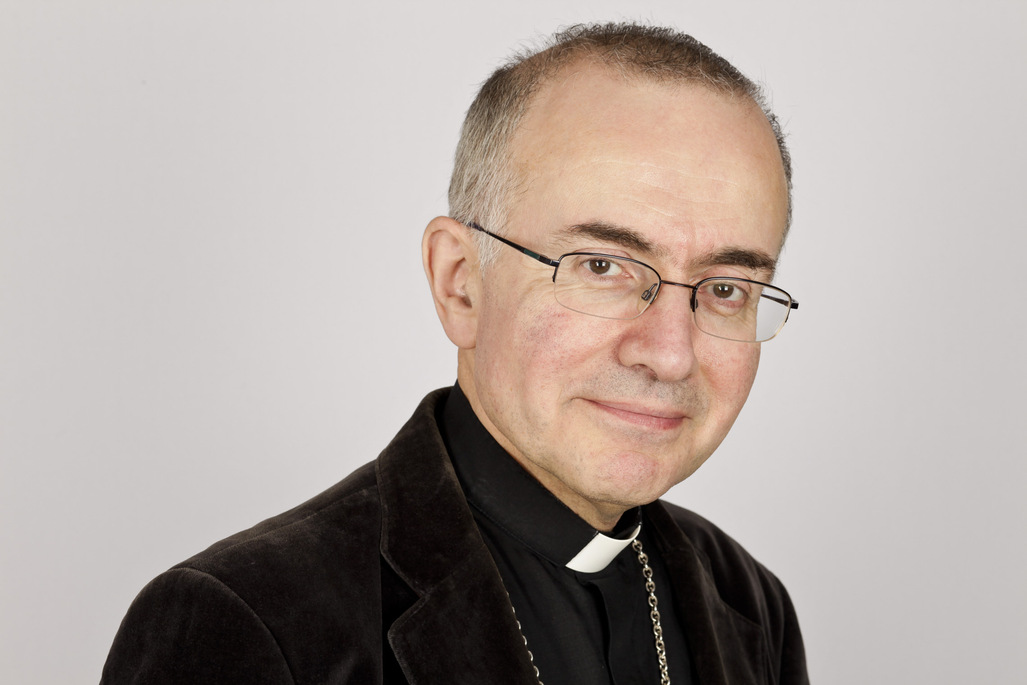
Jean-Pierre Batut

Wappen von Jean-Pierre Batut

Jean-Pierre Louis Roger Sylvain Batut (* 3. Juli 1954 in Paris) ist ein französischer römisch-katholischer Geistlicher und Weihbischof in Toulouse.

## Leben
Jean-Pierre Batut empfing am 23. Juni 1984 das Sakrament der Priesterweihe für das Erzbistum Paris.
Am 28. November 2008 ernannte ihn Papst Benedikt XVI. zum Titularbischof von Ressiana und zum Weihbischof in Lyon. Der Erzbischof von Lyon, Philippe Kardinal Barbarin, spendete ihm am 10. Januar 2009 die Bischofsweihe; Mitkonsekratoren waren der Erzbischof von Paris, André Kardinal Vingt-Trois, und der Bischof von Saint-Étienne, Dominique Lebrun.
Papst Franziskus bestellte ihn am 22. November 2014 zum Bischof von Blois. Die Amtseinführung erfolgte am 11. Januar 2015.
Am 26. Juni 2023 nahm Papst Franziskus das von Jean-Pierre Batut vorgebrachte Rücktrittsgesuch an und ernannte ihn zum Titularbischof von Maillezais und zum Weihbischof in Toulouse.